# Kabinett Kosor
Das Kabinett Kosor bildete unter Premierministerin Jadranka Kosor ab dem 7. Juli 2009 die elfte Regierung der Republik Kroatien (kroatisch Vlada Republike Hrvatske). Am 23. Dezember 2011 wurde es vom Kabinett Milanović abgelöst.

## Mitglieder der Regierung

### Präsidentin der Regierung
- Jadranka Kosor (HDZ)

### Stellvertreter
- Božidar Pankretić (HSS), stellvertretender Vorsitzender
- Đurđa Adlešić (HSLS), stellvertretende Vorsitzende
- Slobodan Uzelac (SDSS), stellvertretender Vorsitzender
- Darko Milinović (HDZ), stellvertretender Vorsitzender
- Ivan Šuker (HDZ), stellvertretender Vorsitzender

### Ministerien und deren Minister
- Ministerium der Finanzen – Martina Dalić
- Verteidigungsministerium – Davor Božinović
- Innenministerium – Tomislav Karamarko
- Außenministerium und Europäische Integration der Republik Kroatien – Gordan Jandroković
- Ministerium für Wirtschaft, Arbeit und Selbstständige – Đuro Popijač
- Ministerium für Agrarwirtschaft, Fischerei und regionale Entwicklung – Petar Čobanković
- Ministerium für Meer, Verkehr und Infrastruktur – Božidar Kalmeta
- Ministerium für Umweltschutz, Raumnutzung und Bauwesen – Branko Bačić
- Ministerium für Regionalentwicklung, Forstwirtschaft und Wasserversorgung – Božidar Pankretić
- Ministerium für Tourismus – Damir Bajs
- Ministerium für Gesundheit und Soziale Versorgung – Darko Milinović
- Ministerium für Familie, Kriegsveteranen und Generationensolidarität – Tomislav Ivić
- Justizministerium – Dražen Bošnjaković
- Ministerium für Wissenschaft, Bildung und Sport – Radovan Fuchs
- Ministerium für Kultur – Jasen Mesić
- Ministerium für Verwaltung – Davorin Mlakar